# Mario Minniti
Mario Minniti, född 8 december 1577 i Syrakusa på Sicilien, död 22 november 1640 i Syrakusa, var en italiensk barockmålare.
Han kom till Rom cirka 1593 där han verkade i Cavalier d'Arpinos ateljé. Där träffade han Caravaggio som blev en nära vän. Han återvände till Sicilien 1606 där Caravaggio besökte honom 1608–1609. Minniti är känd för att stått modell för flera av Caravaggios mer kända tidiga verk, till exempel Ung man med fruktkorg, Spåkvinnan, Falskspelarna, Musikanterna, Lutspelaren och Matteus kallelse.

## Bildgalleri

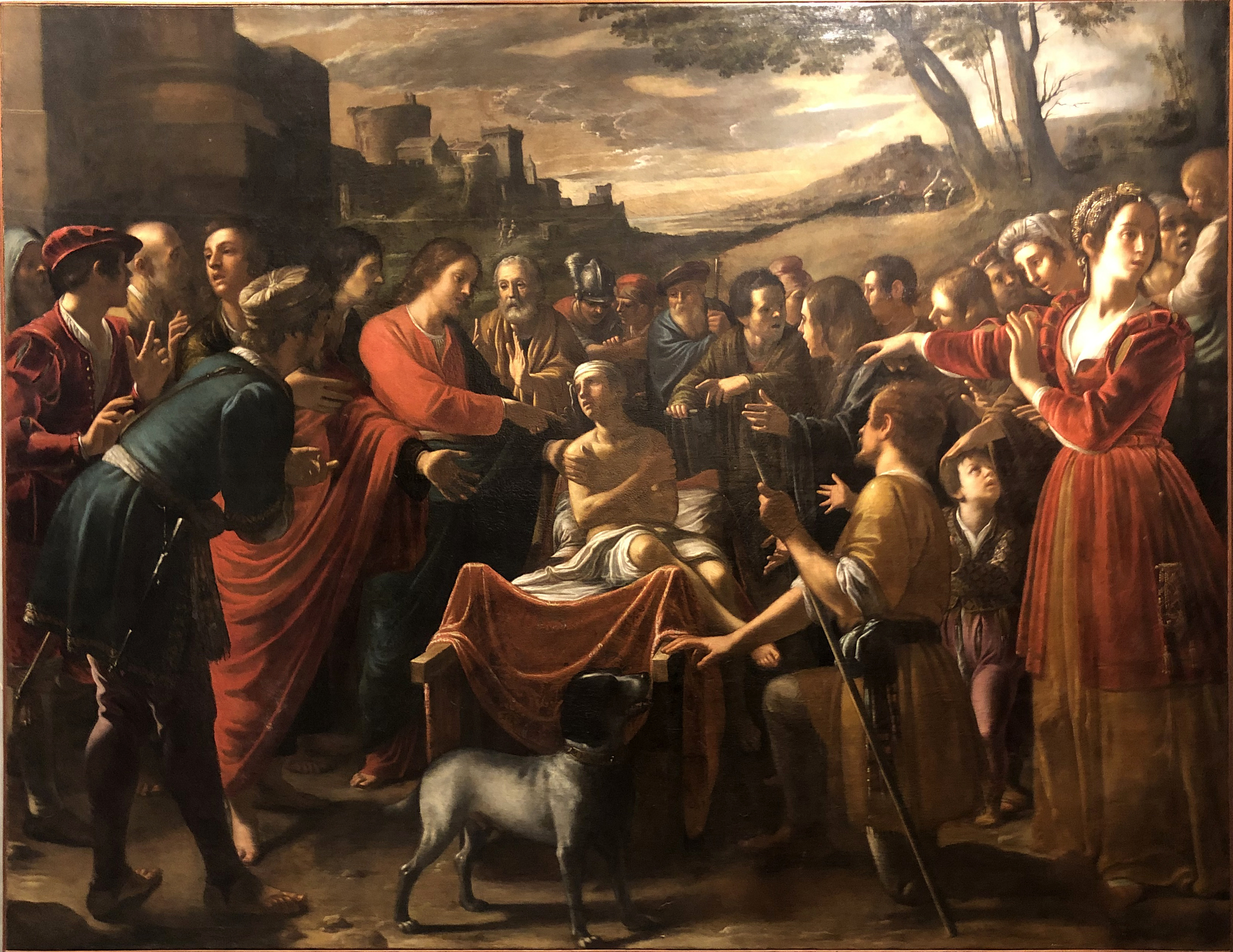
Jesus uppväcker sonen till änkan i Nain. Regionmuseet i Messina.
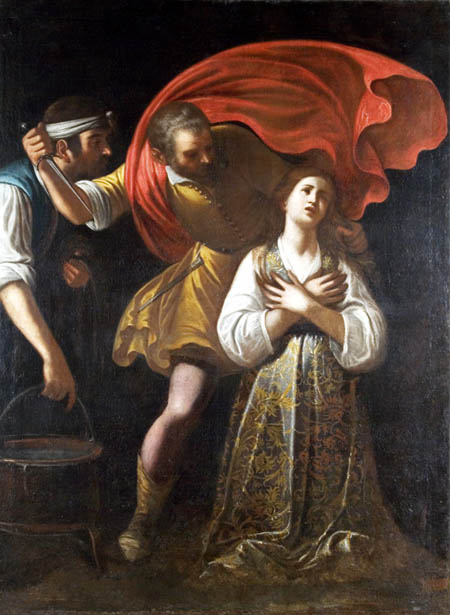
Sankta Lucia.